# 神谷守孝
神谷 守孝（かみや もりたか、? - 寛永9年6月3日（1632年7月19日））は、安土桃山時代から江戸時代初期にかけての武将、加賀藩前田家の家臣。幼名は左介、通称は左近、信濃守。妻は中川光重の娘・献珠院（前田利家の外孫）。

## 生涯
尾張国の国人。姓は源。天正20年（1592年）、利家の近習となり、文禄の役で肥前国名護屋城に従軍する。利家の末子・前田利貞の養育をまかされる。利家死後は、剃髪して高野山に上り、利家の墓の建立を任される。大坂の陣に参加し、12000石を給され人持組頭となった。寛永5年（1628年）、丹波守。
寛永9年（1632年）に死去。婿養子の神谷長治（式部、横山長知の三男）がその跡を継いだ。

## 系譜
- 養子
  - 前田利貞：前田利家の六男。
  - 神谷式部（神谷長治）：婿養子。
  - 神谷治部：大聖寺藩創建時の功臣。